# عبد الله عياصرة
عبد الله مصطفى عياصرة (4 ديسمبر 1952 - 7 سبتمبر 2022) عميد متقاعد في القوات المسلحة الأردنية. شغل العديد من المناصب البارزة طوال مسيرته العسكرية.
وُلد عياصره في ساكب في 4 ديسمبر 1952. بعد التخرج من المدرسة الثانوية، التحق بالكلية العسكرية الملكية في عام 1970، وتخرج منها في عام 1972 حائزًا على شهادة الدبلوم في العلوم العسكرية وبرتبة ملازم ثاني. كانت مهمته الأولى في سلاح الصيانة الملكي. في عام 1978، تخرج في إدارة سلاسل الإمداد من كلية إدارة اللوجستيات التابعة للجيش الأمريكي والمعروفة الآن باسم جامعة دعم الجيش في فيرجينيا. كما حصل على شهادة الماجستير في إدارة سلاسل الإمداد من الكلية البحرية للدراسات العليا في مونتيري، كاليفورنيا.
لعب العياصرة دورًا رئيسيًا في وضع خطة إدارية وفنية دائمة لمشاغل الحسين الرئيسية (KHMW)، التي تُعتبر مرفقًا رئيسيًا للتصنيع والصيانة في الجيش الأردني.

## أوسمة
|  |  |  |
|  |  |  |
|  |  |  |
|  |  |  |
|  |  |  |

| وسام النهضة               |                           |                                    |                                    |                                  |                                  |
| وسام الكوكب               | وسام الكوكب               | وسام الاستقلال                     | وسام الاستقلال                     | وسام الاستحقاق العسكري           | وسام الاستحقاق العسكري           |
| وسام الخدمة الطويلة       | وسام الخدمة الطويلة       | ميدالية الكفاءة الإدارية والقيادية | ميدالية الكفاءة الإدارية والقيادية | ميدالية الكفاءة الإدارية والفنية | ميدالية الكفاءة الإدارية والفنية |
| ميدالية الكفاءة التدريبية | ميدالية الكفاءة التدريبية | ميدالية اليوبيل الفضي              | ميدالية اليوبيل الفضي              | ميدالية الخدمة                   | ميدالية الخدمة                   |
| شارة المظلي               |                           |                                    |                                    |                                  |                                  |